# Йорданов, Стоян
Стоян Йорданов (болг. Стоян Иванов Йорданов; род. 29 января 1944, София) — болгарский футболист, игравший на позиции вратаря; тренер.
На детско-юношеском уровне играл за «Академик» (София). В 1961 году перешёл в софийский ЦСКА. В составе армейцев 8 раз становился чемпионом Болгарии (1962, 1966, 1969, 1971, 1972, 1973, 1975 и 1976), при этом первый матч в чемпионате сыграл в 1963 году (в сезоне 1962/63), 5 раз выигрывал Кубок Болгарии (1965, 1969, 1972, 1973, 1974). Всего за ЦСКА в высшей болгарской лиге сыграл 241 матч. В дальнейшем играл за «Сливен» и «Черно море».
В составе юниорской сборной Болгарии — участник европейского первенства 1962 года. За национальную сборную Болгарии сыграл 25 матчей. В её составе стал серебряным призёром Олимпийских игр 1968 года и участником чемпионата мира 1970 года.
После завершения игровой карьеры много раз входил в тренерский штаб софийского ЦСКА (тренер вратарей, ассистент и помощник главного тренера), в мае 2002 года в двух матчах был временно исполняющим обязанности главного тренера. В 2009 году — ассистент главного тренера в клубе «Аль-Ахли» (Джидда, Саудовская Аравия). Был тренером вратарей в сборной Болгарии под руководством Христо Стоичкова, старшим тренером молодёжной сборной Болгарии, главным тренером клуба «Монтана».